# 아이유의 콘서트 투어 목록
다음은 대한민국의 가수 아이유의 콘서트 목록이다.

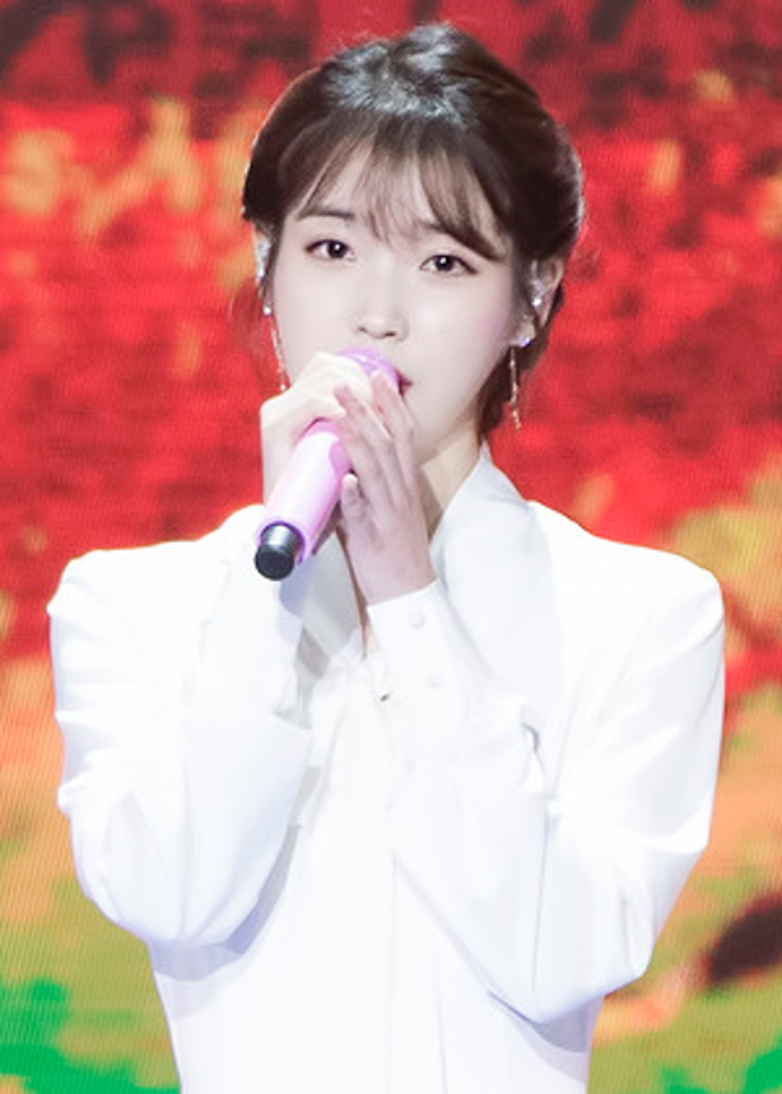
2018년 1월 10일 골든디스크에서 아이유.

## 단독 콘서트
| 콘서트명                                                    | 장소                                           | 일정 | 게스트                                                                    |
| ----------------------------------------------------------- | ---------------------------------------------- | --- | ------------------------------------------------------------------------- |
| Real Fantasy 전국투어 콘서트                                | 서울 - 경희대학교 평화의 전당                  | - 2012년 6월 2일 오후 6시 - 2012년 6월 3일 오후 5시 | - 이적 - 이승기                                                           |
| Real Fantasy 전국투어 콘서트                                | 울산 - 울산 KBS홀                              | - 2012년 6월 9일 오후 6시 - 2012년 6월 10일 오후 5시 | - 지아                                                                    |
| Real Fantasy 전국투어 콘서트                                | 전주 - 전북대학교 삼성문화회관                 | - 2012년 6월 16일 오후 6시 | - 투개월                                                                  |
| Real Fantasy 전국투어 콘서트                                | 수원 - 경기도 문화의전당 행복한대극장          | - 2012년 6월 30일 오후 6시 - 2012년 7월 1일 오후 5시 | - 노홍철 - 케이윌                                                         |
| Real Fantasy 전국투어 콘서트                                | 부산 - 부산 KBS홀                              | - 2012년 7월 7일 오후 6시 - 2012년 7월 8일 오후 5시 | - 윤상 - 배치기 - 성시경                                                  |
| Real Fantasy 전국투어 콘서트                                | 대구 - 영남대학교 천마아트센터 그랜드홀        | - 2012년 7월 14일 오후 6시 - 2012년 7월 15일 오후 5시 | - 하하 - 스컬 - 스윗소로우 - 노라조                                       |
| Real Fantasy 앵콜 콘서트                                    | 서울 - 용산 전쟁기념관 평화의 광장             | - 2012년 9월 22일 오후 7시 - 2012년 9월 23일 오후 7시 | - 허각 - 타이거 JK - 윤미래 - 존박 - 용감한 형제                          |
| Modern Times                                                | 서울 - 경희대학교 평화의 전당                  | - 2013년 11월 23일 오후 7시 30분 - 2013년 11월 24일 오후 6시 | - 최백호 - 형돈이와 대준이 - 리쌍                                         |
| Modern Times                                                | 부산 - 부산 KBS홀                              | - 2013년 11월 30일 오후 7시 30분 - 2013년 12월 1일 오후 6시 | - 허각 - 케이윌                                                           |
| 딱 한발짝...그 만큼만 더                                    | 서울 - 서강대학교 메리홀소극장                 | - 2014년 5월 22일 120분 - 2014년 5월 23일 120분 - 2014년 5월 24일 120분 - 2014년 5월 25일 120분 - 2014년 5월 29일 120분 - 2014년 5월 30일 120분 - 2014년 5월 31일 120분 - 2014년 6월 1일 120분 | - 종현 - 김범수 - 황광희 - 임슬옹 - 정용화 - 조정석 - 하동균 - 악동뮤지션 |
| CHAT-SHIRE 전국투어 콘서트                                  | 서울 - 올림픽홀                                | - 2015년 11월 21일 - 2015년 11월 22일 | - 다이나믹 듀오 - 권정렬                                                  |
| CHAT-SHIRE 전국투어 콘서트                                  | 부산 - 벡스코 오디토리움                       | - 2015년 11월 29일 | - 오혁                                                                    |
| CHAT-SHIRE 전국투어 콘서트                                  | 대구 - 엑스코 5층                              | - 2015년 12월 6일 | - 에픽하이                                                                |
| CHAT-SHIRE 전국투어 콘서트                                  | 광주 - 김대중컨벤션센터                        | - 2015년 12월 13일 | - 여자친구                                                                |
| CHAT-SHIRE 앵콜 콘서트                                      | 서울 - 잠실학생체육관                          | - 2015년 12월 30일 - 2015년 12월 31일 | - 차태현 - 지코                                                           |
| 스물네 걸음 : 하나 둘 셋 넷                                 | 서울 - 올림픽공원 SK 핸드볼 경기장             | - 2016년 12월 3일 - 2016년 12월 4일 | - 악동뮤지션 - 혁오                                                       |
| 팔레트 전국투어 콘서트                                      | 부산 - 사직 실내 체육관                        | - 2017년 11월 3일 | - 딘 (DEAN)                                                               |
| 팔레트 전국투어 콘서트                                      | 광주 - 광주여자대학교 유니버시아드 체조 경기장 | - 2017년 11월 11일 | - 지코                                                                    |
| 팔레트 전국투어 콘서트                                      | 홍콩 - 홍콩 AsiaWorld-Expo, Hall 10            | - 2017년 11월 25일 | - 방대동                                                                  |
| 팔레트 전국투어 콘서트                                      | 청주 - 청주대학교 석우 체육관                  | - 2017년 12월 3일 | - 에픽하이                                                                |
| 팔레트 전국투어 콘서트                                      | 서울 - 잠실 실내 체육관                        | - 2017년 12월 9일 - 2017년 12월 10일 | - G-Dragon - 싸이(PSY)                                                    |
| dlwlrma 이지금 10주년 투어 콘서트                           | 부산 - 사직 실내 체육관                        | - 2018년 10월 28일 | - 윤종신                                                                  |
| dlwlrma 이지금 10주년 투어 콘서트                           | 광주 - 광주여자대학교 유니버시아드 체조 경기장 | - 2018년 11월 10일 | - 청하                                                                    |
| dlwlrma 이지금 10주년 투어 콘서트                           | 서울 - KSPO DOME(올림픽공원 체조경기장)        | - 2018년 11월 17일 - 2018년 11월 18일 | - god - 트와이스                                                          |
| dlwlrma 이지금 10주년 투어 콘서트                           | 홍콩 - Asia World Expo StubHub Hall            | - 2018년 12월 8일 |                                                                           |
| dlwlrma 이지금 10주년 투어 콘서트                           | 싱가포르 - THE STAR THEATRE                    | - 2018년 12월 15일 |                                                                           |
| dlwlrma 이지금 10주년 투어 콘서트                           | 방콕 - IMPACT Exhibition Hall 4                | - 2018년 12월 16일 |                                                                           |
| dlwlrma 이지금 10주년 투어 콘서트                           | 타이베이 - Nangang Exhibition Center           | - 2018년 12월 24일 - 2018년 12월 25일 |                                                                           |
| dlwlrma 이지금:curtain call in 제주 10주년 투어 앵콜 콘서트 | 제주도 - 제주 국제컨벤션센터 탐라홀            | - 2019년 1월 5일 | - 이효리 - 이상순                                                         |
| Love, poem 전국투어 콘서트                                  | 광주 - 광주여자대학교 유니버시아드 체조 경기장 | - 2019년 11월 2일 - 2019년 11월 3일 | - 크러쉬 - 거미                                                           |
| Love, poem 전국투어 콘서트                                  | 인천 - 남동체육관                              | - 2019년 11월 9일 | - 마마무                                                                  |
| Love, poem 전국투어 콘서트                                  | 부산 - 사직 실내체육관                         | - 2019년 11월 16일 | - 장범준                                                                  |
| Love, poem 전국투어 콘서트                                  | 서울 - KSPO DOME(올림픽 체조경기장)            | - 2019년 11월 23일 - 2019년 11월 24일 | - 폴킴 - 악동뮤지션                                                       |
| Love, poem 전국투어 콘서트                                  | 타이베이 - NTSU Arena                          | - 2019년 11월 30일 - 2019년 12월 1일 |                                                                           |
| Love, poem 전국투어 콘서트                                  | 싱가포르 - THE STAR THEATRE                    | - 2019년 12월 6일 - 2019년 12월 7일 |                                                                           |
| Love, poem 전국투어 콘서트                                  | 마닐라 - Araneta Coliseum                      | - 2019년 12월 13일 |                                                                           |
| Love, poem 전국투어 콘서트                                  | 쿠알라룸푸르 - Axiata arena                    | - 2019년 12월 21일 |                                                                           |
| Love, poem 전국투어 콘서트                                  | 방콕 - Thunder Dome Arena                      | - 2019년 12월 24일 |                                                                           |
| Love, poem 전국투어 콘서트                                  | 자카르타 - Tennis Indoor Senayan               | - 2019년 12월 28일 - 2019년 12월 29일 |                                                                           |
| The Golden Hour : 오렌지 태양 아래                          | 서울 - 잠실종합운동장 올림픽주경기장           | - 2022년 9월 17일 - 2022년 9월 18일 | - Itzy - 박재범                                                           |

## 공식 팬미팅 및 쇼케이스
| 팬미팅명                                                  | 장소                                                                                      | 일정                                                  |
| --------------------------------------------------------- | ----------------------------------------------------------------------------------------- | ----------------------------------------------------- |
| 데뷔 1004일 기념 팬미팅 ; 아이유와 함께 있어 좋은 날      | 서울 - AX-KOREA                                                                           | - 2011년 6월 18일 오후 6시                            |
| 데뷔 5주년 기념 팬미팅                                    | 서울 - 강남                                                                               | - 2013년 9월 17일 오후 4시                            |
| 정규3집 'Modern Times' 발매 기념 쇼케이스                 | 서울 - 올림픽공원 K-아트홀                                                                | - 2013년 10월 5일                                     |
| 데뷔 6주년 기념 팬미팅                                    | 서울 - 롯데카드 아트센터                                                                  | - 2014년 9월 18일 오후 7시 30분                       |
| 데뷔 7주년 기념 팬미팅 ; 2015 아이유 어워즈               | 서울 - 이화여자대학교 삼성홀                                                              | - 2015년 9월 20일 오후 4시                            |
| 2015 IU in Hongkong                                       | 홍콩 - 카우룽베이 국제무역전시센터 스타홀                                                 | - 2015년 10월 21일 오후 8시 15분                      |
| CHAT-SHOW '한 떨기 스물셋'                                | 서울 - 이태원 언더스테이지                                                                | - 2015년 10월 23일 오후 6시                           |
| I&U in Shanghai                                           | 상하이 - 상하이대무대                                                                     | - 2015년 11월 8일 오후 7시 30분                       |
| 'CHAT-SHIRE' 앨범 영상회 'CHAT-VIEW'                      | 서울 - 센트럴 메가박스 부산 - 서면 메가박스 광주 - 충장로 메가박스 대구 - 칠성로 메가박스 | - 2015년 11월 14일 오후 3시                           |
| 2015 IU in Beijing                                        | 북경 - 우커쑹 마스터클럽 M공간                                                            | - 2015년 12월 20일 오후 7시 30분                      |
| 2016 IU in Taipei                                         | 대만 - 타이페이 인터내셔널 컨벤션 센터                                                    | - 2016년 1월 10일 오후 7시 30분                       |
| A HAPPY IU YEAR 2016                                      | 일본 - 디파 아리아케                                                                      | - 2016년 1월 23일 오후 6시                            |
| IU GOODDAY IN CHINA 2016                                  | 광저우 - 중산기념관                                                                       | - 2016년 7월 9일                                      |
| IU GOODDAY IN CHINA 2016                                  | 창사 - 중남 림업대학체육관                                                                | - 2016년 7월 16일                                     |
| IU GOODDAY IN CHINA 2016                                  | 난징 - 태양궁극장                                                                         | - 2016년 7월 23일                                     |
| IU GOODDAY IN CHINA 2016                                  | 충칭 - 인민대례당                                                                         | - 2016년 7월 30일                                     |
| IU GOODDAY IN CHINA 2016                                  | 우한 - 홍산체육관                                                                         | - 2016년 7월 31일                                     |
| IU GOODDAY IN CHINA 2016                                  | 청두 - 전자과학기술대학 칭수이강체육관                                                    | - 2016년 8월 20일                                     |
| IU GOODDAY IN CHINA 2016                                  | 심천 - 심천체육관                                                                         | - 2016 8월 27일                                       |
| 데뷔 8주년 기념 팬미팅 ; 유애나 입학식 - 애나야! 학교가자 | 서울 - 더케이아트홀                                                                       | - 2016년 9월 18일 오후 5시                            |
| 정규 4집 Palette 음감회                                   | 서울 - 신한카드 판스퀘어                                                                  | - 2017년 4월 21일 오후 8시                            |
| 정규 4집 Palette EPILOGUE 영상회                          | 서울 - 신촌 메가박스 부산 - 서면 메가박스 광주 - 충장 메가박스                            | - 2017년 6월 4일                                      |
| 데뷔 9주년 기념 팬미팅 ; 아홉갈피                         | 서울 - 이화여자대학교 삼성홀                                                              | - 2017년 9월 24일 오후 3시 - 2017년 9월 24일 오후 7시 |
| 생일 기념 미니 팬미팅 ; 나의 이지은                       | 서울 - 롯데시네마 월드타워                                                                | - 2018년 5월 16일 오후 9시                            |
| 데뷔 10주년 기념 팬미팅 ; <IU+> Part1. Talk to 아10유     | 서울 - 유니버설아트센터                                                                   | - 2018년 9월 15일 오후 2시                            |
| 데뷔 10주년 기념 팬미팅 ; <IU+> Part2. Invitat10n         | 서울 - 유니버설아트센터                                                                   | - 2018년 9월 15일 오후 6시                            |

## 기타 행사 참여
| 행사명                                                   | 일정                                                  | 비고        |
| -------------------------------------------------------- | ----------------------------------------------------- | ----------- |
| 전국장애인체전 개막식                                    | - 2008년 10월 6일                                     |             |
| 김범수 콘서트                                            | - 2008년 10월 17일                                    | 게스트      |
| 고현욱 콘서트                                            | - 2008년 10월 19일                                    | 게스트      |
| TTL존 미니콘서트                                         | - 2008년 11월 29일                                    |             |
| 11번가 Style Collection with BIGBANG                     | - 2008년 12월 11일                                    |             |
| 목포해양대학교 해성제                                    | - 2009년 5월 22일                                     |             |
| 별똥별 콘서트                                            | - 2009년 6월 20일                                     |             |
| 던전앤파이터 페스티벌                                    | - 2009년 7월 19일                                     |             |
| 프로리그 08-09 결승                                      | - 2009년 8월 8일                                      |             |
| 창원 e스포츠 대회                                        | - 2009년 9월 6일                                      |             |
| 숭실대학교 영상제                                        | - 2009년 9월 25일                                     |             |
| 안동하회탈 E스포츠 한마당                                | - 2009년 9월 27일                                     |             |
| 천안 성불사 산사음악회                                   | - 2009년 10월 10일                                    |             |
| 인천 월미도 축제                                         | - 2009년 10월 24일                                    |             |
| 꿈-행복-나눔의 빅콘서트                                  | - 2009년 10월 25일                                    |             |
| 한양대학교 축제                                          | - 2009년 10월 30일                                    |             |
| 스페셜포스 랜파티                                        | - 2009년 11월 1일                                     |             |
| 연세대학교 축제                                          | - 2009년 11월 4일                                     |             |
| 가톨릭대학교 영상제                                      | - 2009년 12월 1일                                     |             |
| 에이트 콘서트                                            | - 2009년 12월 13일                                    | 게스트      |
| 더 락 콘서트                                             | - 2010년 1월 18일                                     |             |
| 경민대학교 신입생 OT                                     | - 2010년 2월 18일                                     |             |
| 홍익대학교 과학기술대학 OT                               | - 2010년 2월 25일                                     |             |
| 성균관대학교 입학식                                      | - 2010년 2월 26일                                     |             |
| 인천 유나이티드 홈개막전                                 | - 2010년 2월 27일                                     |             |
| 경산1대학 입학식                                         | - 2010년 3월 2일                                      |             |
| 명지대학교 해오름제                                      | - 2010년 3월 18일                                     |             |
| 중앙대학교 현암학사 청룡제                               | - 2010년 3월 27일                                     |             |
| 성결대학교 축제                                          | - 2010년 4월 13일                                     |             |
| 아주대학교 벚꽃축제                                      | - 2010년 4월 14일                                     |             |
| 성균관대학교 방송제                                      | - 2010년 5월 6일                                      |             |
| 서울대학교 컴퓨터공학부 행사                             | - 2010년 5월 7일                                      |             |
| 조선대학교 축제                                          | - 2010년 5월 7일                                      |             |
| 수원대학교 축제                                          | - 2010년 5월 11일                                     |             |
| 한림대학교 축제                                          | - 2010년 5월 11일                                     |             |
| 광운대학교 월계축제                                      | - 2010년 5월 12일                                     |             |
| 안산공과대학 축제                                        | - 2010년 5월 13일                                     |             |
| 포항공과대학교 2010 해맞이 한마당                        | - 2010년 5월 14일                                     |             |
| 우송예술회관 행사                                        | - 2010년 5월 16일                                     |             |
| 동의대학교 제30회 효민가요제                             | - 2010년 5월 17일                                     |             |
| 서울시립대학교 축제                                      | - 2010년 5월 18일                                     |             |
| 동국대학교 축제                                          | - 2010년 5월 26일                                     |             |
| 지산락 페스티벌                                          | - 2010년 8월 1일                                      |             |
| 단국대학교사범대학부속고등학교 축제                      | - 2010년 8월 21일                                     |             |
| 영월 산골 음악회                                         | - 2010년 8월 28일                                     |             |
| 전국 청소년 과학탐구대회                                 | - 2010년 9월 11일                                     |             |
| 용인 사이버 페스티벌                                     | - 2010년 9월 12일                                     |             |
| 태양 콘서트                                              | - 2010년 9월 25일                                     | 게스트      |
| 이천 청강문화산업대학교 축제                             | - 2010년 9월 30일                                     |             |
| 산업기술대학교 축제                                      | - 2010년 9월 30일                                     |             |
| 대구교육대학교 축제                                      | - 2010년 10월 1일                                     |             |
| 숭실대학교 축제                                          | - 2010년 10월 6일                                     |             |
| 경기대학교 서울캠퍼스 행사                               | - 2010년 10월 6일                                     |             |
| 국민대학교 북악가족한마당                                | - 2010년 10월 7일                                     |             |
| 성시경 콘서트                                            | - 2010년 10월 16일                                    | 게스트      |
| 소니에릭슨 스타2 오픈 (GSL) 시즌2                        | - 2010년 10월 18일 오후 7시                           | [ 1 ]       |
| 정엽 콘서트                                              | - 2010년 10월 24일                                    | 게스트      |
| 과천 축산물 골든벨                                       | - 2010년 10월 31일                                    |             |
| 희망로드콘서트                                           | - 2010년 11월 6일                                     |             |
| 꿈의 학교 새로운 직업 축제                               | - 2010년 11월 30일                                    |             |
| 성우 연기대상 축하공연                                   | - 2010년 12월 17일                                    |             |
| 남서울대학교 OT                                          | - 2011년 2월 22일                                     |             |
| 연세대학교 원주캠퍼스 OT                                 | - 2011년 2월 25일                                     |             |
| 전의경 한마음 페스티벌                                   | - 2011년 3월 8일                                      |             |
| 대구 화이트데이 콘서트                                   | - 2011년 3월 13일                                     |             |
| GS25 러브콘서트                                          | - 2011년 3월 18일                                     |             |
| 사법연수원 행사                                          | - 2011년 3월 22일                                     |             |
| 청계천광장 머니투데이 나눔콘서트                         | - 2011년 3월 26일                                     |             |
| Cyworld 페스티벌                                         | - 2011년 4월 2일                                      |             |
| 희망나눔 사랑더하기 콘서트                               | - 2011년 4월 16일                                     |             |
| 엔젤프라이스 뮤직페스티벌                                | - 2011년 4월 17일                                     |             |
| 이문세 콘서트                                            | - 2011년 4월 23일                                     | 게스트      |
| 경남도민체전                                             | - 2011년 4월 28일                                     |             |
| 수원삼성 하프타임 축하공연                               | - 2011년 5월 7일                                      |             |
| 경원대학교 축제                                          | - 2011년 5월 12일                                     |             |
| 한양대학교 축제                                          | - 2011년 5월 19일                                     |             |
| 성시경 콘서트                                            | - 2011년 5월 29일                                     | 게스트      |
| 충북도민체전                                             | - 2011년 6월 9일                                      |             |
| 다문화가정 돕기 희망콘서트                               | - 2011년 6월 9일                                      |             |
| 현대자동차 버스콘서트                                    | - 2011년 7월 27일                                     |             |
| 플레이위드어스 콘서트                                    | - 2011년 8월 6일                                      |             |
| 멕시카나콘서트                                           | - 2011년 8월 17일                                     |             |
| 라이브셋콘서트                                           | - 2011년 9월 31일                                     |             |
| 스포츠 과학 박람회                                       | - 2011년 9월 30일                                     |             |
| 갤럭시S2 LTE Experience Day                              | - 2011년 10월 1일                                     |             |
| 한류드림콘서트                                           | - 2011년 10월 3일                                     |             |
| 수원정보과학축제 축하공연                                | - 2011년 10월 29일                                    |             |
| 사랑나눔콘서트                                           | - 2011년 11월 6일                                     |             |
| 11번가랜드                                               | - 2011년 11월 12일                                    |             |
| 이승기 콘서트                                            | - 2011년 12월 10일                                    | 게스트      |
| GSL 블리자드 컵 결승전                                   | - 2011년 12월 17일                                    |             |
| 이문세 콘서트                                            | - 2011년 12월 17일                                    | 게스트      |
| 정규 2집 팬사인회                                        | - 2011년 12월 17일                                    |             |
| 2AM 콘서트                                               | - 2011년 12월 25일                                    | 게스트      |
| 서울인형전시회                                           | - 2011년 12월 28일                                    |             |
| 여수엑스포 성공기원 콘서트                               | - 2012년 1월 29일                                     |             |
| 김광석 다시 부르기 콘서트                                | - 2012년 2월 11일                                     |             |
| 마이쮸 아이유 팬사인회                                   | - 2012년 2월 19일                                     |             |
| 원티드 콘서트                                            | - 2012년 4월 1일                                      | 게스트      |
| 지바이게스 팬사인회                                      | - 2012년 4월 29일                                     |             |
| 지구촌 사랑 콘서트                                       | - 2012년 5월 5일                                      |             |
| 대진대학교 20주년 기념 행사                              | - 2012년 5월 15일                                     |             |
| 2010 러블리 피크닉                                       | - 2012년 5월 21일 오후 6시 - 2012년 5월 22일 오후 6시 | 합동 콘서트 |
| 여수엑스포 팝페스티벌                                    | - 2012년 7월 3일                                      |             |
| 교보문고 아이유 팬사인회                                 | - 2012년 7월 3일                                      |             |
| DMZ 평화콘서트                                           | - 2012년 8월 14일                                     |             |
| 파주 포크 페스티벌                                       | - 2012년 9월 8일                                      |             |
| 용기백배 콘서트                                          | - 2012년 9월 9일                                      |             |
| 인천 K-POP 콘서트                                        | - 2012년 9월 9일                                      |             |
| 이승환 '차카게살자' 콘서트                               | - 2012년 10월 6일                                     | 게스트      |
| 신흥대학교 축제                                          | - 2012년 10월 9일                                     |             |
| 수원 정보과학축제                                        | - 2012년 10월 12일                                    |             |
| SKT VIP 콘서트                                           | - 2012년 10월 19일                                    |             |
| 메리츠화재 행복나눔 걷기대회 축하공연                    | - 2012년 10월 20일                                    |             |
| 부산 불꽃축제 K-POP 콘서트                               | - 2012년 10월 26일                                    |             |
| 레모나 아이유 팬사인회                                   | - 2012년 10월 31일                                    |             |
| SK 하이닉스 행사                                         | - 2012년 11월 16일                                    |             |
| 갤럭시S3 팬미팅                                          | - 2012년 12월 14일                                    |             |
| 최백호 콘서트                                            | - 2013년 1월 20일                                     | 게스트      |
| 경축 음악회                                              | - 2013년 2월 25일                                     |             |
| 성시경 콘서트                                            | - 2013년 5월 25일                                     | 게스트      |
| 11번가 한여름밤의 콘서트                                 | - 2013년 6월 15일                                     |             |
| 긱스 콘서트                                              | - 2013년 8월 17일                                     | 게스트      |
| 서울 다문화축제                                          | - 2013년 10월 13일                                    |             |
| 원자력병원 희망콘서트                                    | - 2013년 10월 15일                                    |             |
| 신나라레코드 팬사인회                                    | - 2013년 10월 18일                                    |             |
| 서든어택 미니콘서트                                      | - 2013년 10월 20일                                    |             |
| 청와대 아리랑 공연                                       | - 2013년 10월 27일                                    |             |
| 거제도 삼성 열정樂서                                     | - 2013년 10월 29일                                    |             |
| 허각 콘서트                                              | - 2013년 11월 17일                                    | 게스트      |
| KBS2 드라마 《예쁜남자》 제작발표회                      | - 2013년 11월 18일                                    |             |
| 던전앤파이터 페스티벌                                    | - 2013년 12월 7일 오후 6시                            |             |
| 케이윌 콘서트                                            | - 2013년 12월 24일                                    | 게스트      |
| 싸이 콘서트                                              | - 2013년 12월 25일                                    | 게스트      |
| 케이윌 콘서트(대구)                                      | - 2014년 2월 15일                                     | 게스트      |
| 2014 김광석 다시 부르기                                  | - 2014년 4월 19일 오후 7시                            |             |
| 연세대학교 아카라카                                      | - 2014년 6월 22일                                     |             |
| 열정樂서                                                 | - 2014년 6월 24일                                     |             |
| 제53회 경남도민체육대회                                  | - 2014년 6월 24일 오후 7시                            |             |
| '임지훈의 밤을 잊은 그대에게' 50주년 기념 콘서트         | - 2014년 8월 21일 오후 8시                            |             |
| 용기백배 콘서트                                          | - 2014년 9월 13일 오후 6시                            |             |
| 멜로디 포레스트 캠프                                     | - 2014년 9월 21일 오후 1시 30분                       |             |
| 대전 우송대학교 축제                                     | - 2014년 9월 25일 오후 7시 30분                       |             |
| 2014 하남 이성문화축제 미사리 7080 페스티벌              | - 2014년 9월 27일 오후 7시 30분                       |             |
| 여수 뮤직 페스티벌                                       | - 2014년 10월 14일 오후 6시 30분                      |             |
| 롯데카드 MOOV 콘서트                                     | - 2014년 10월 17일 오후 8시                           |             |
| 서태지 컴백 공연 '크리스말로윈'                          | - 2014년 10월 18일 오후 6시                           | 게스트      |
| KBS K-POP 월드 페스티벌                                  | - 2014년 10월 19일 오후 7시                           |             |
| 악동뮤지션 콘서트                                        | - 2014년 11월 22일 오후 6시                           | 게스트      |
| 제35회 청룡영화상 축하공연                               | - 2014년 12월 17일 오후 5시 40분                      |             |
| 스베누 팬사인회                                          | - 2014년 12월 19일 오후 5시                           |             |
| 싸이 콘서트 '올나잇스탠드 2014'                          | - 2014년 12월 19일 오후 7시 45분                      | 게스트      |
| 참이슬 '이슬로 페스티벌'                                 | - 2014년 12월 27일 오후 7시                           |             |
| 스베누 스타리그 결승전                                   | - 2015년 2월 15일 오후 2시                            |             |
| 참이슬 '이슬포차'                                        | - 2015년 4월 10일 오후 7시                            |             |
| 멕시카나 '아이유와 함께하는 야구장 이벤트'               | - 2015년 4월 26일 오후 12시                           |             |
| KBS2 드라마 《프로듀사》 제작발표회                      | - 2015년 5월 11일 오후 2시                            |             |
| 아이소이 지우개페스타                                    | - 2015년 5월 15일 오후 7시                            |             |
| 성시경 콘서트                                            | - 2015년 5월 23일                                     | 게스트      |
| 던전앤파이터 10주년 기념 '열파참' 축하공연               | - 2015년 7월 25일                                     |             |
| 하이트진로 '여름이 뭐라고' 페스티벌 <참이슬 콘서트>      | - 2015년 7월 31일 오후 8시                            |             |
| 광복 70주년 '국민화합 대축제'                            | - 2015년 8월 15일 오후 7시                            |             |
| 드라마 《프로듀사》 팬미팅                               | - 2015년 8월 29일 오후 7시 30분                       |             |
| 삼성 '플레이 더 챌린지'                                  | - 2015년 9월 8일 오후 6시                             |             |
| 2015 멜로디 포레스트 캠프                                | - 2015년 9월 19일                                     |             |
| 멕시카나 '아이유와 함께하는 글램핑 & 미니콘서트'         | - 2015년 10월 10일                                    |             |
| 유니온베이 팬사인회                                      | - 2015년 10월 17일 오후 3시                           |             |
| 벤츠 패밀리 행사                                         | - 2015년 10월 17일                                    |             |
| 종현 콘서트                                              | - 2015년 10월 18일                                    | 게스트      |
| 삼성 '플레이 더 챌린지' : 챌린지 워크 도전 콘서트        | - 2015년 10월 24일 오후 2시                           |             |
| 미니 4집 CHAT-SHIRE 발매 기념 팬사인회                   | - 2015년 11월 6일 오후 7시                            |             |
| 참이슬 '이슬포차' (부산)                                 | - 2015년 11월 28일 오후 8시                           |             |
| 참이슬 '이슬로 페스티벌' 시즌2 '이슬포차'                | - 2015년 12월 23일 오후 5시                           |             |
| 서든어택 윈터 챔피언스 리그 결승전                       | - 2016년 3월 1일 오후 4시                             |             |
| 소니 h.ear 런칭 컨퍼런스                                 | - 2016년 4월 5일 오전 10시                            |             |
| 임슬옹 콘서트                                            | - 2016년 12월 9일                                     | 게스트      |
| 김범수 콘서트                                            | - 2016년 12월 30일                                    | 게스트      |
| 이준기 대만 팬미팅                                       | - 2017년 1월 8일                                      | 게스트      |
| 서든어택 팬미팅 'I♡Sudden♡U'                             | - 2017년 4월 22일 오후 6시                            |             |
| Palette 발매 기념 팬사인회                               | - 2017년 4월 30일 오후 4시 - 2017년 5월 7일 오후 2시  |             |
| 연세대학교 아카라카 축제                                 | - 2017년 5월 20일                                     |             |
| 하동균 콘서트                                            | - 2017년 6월 3일                                      | 게스트      |
| G-Dragon 서울 콘서트 'WORLD TOUR ACT Ⅲ: MOTTE'           | - 2017년 6월 10일                                     | 게스트      |
| 제13 공수여단(흑표부대) 창설 40주년 축하 공연            | - 2017년 6월 30일                                     |             |
| 서든어택 2017 챔피언스 리그                              | - 2017년 7월 14일 오후 7시                            |             |
| 제20회 보령머드축제                                      | - 2017년 7월 28일 오후 8시                            |             |
| 해운대 썸머 페스티벌                                     | - 2017년 8월 3일 오후 9시                             |             |
| 싸이 콘서트 '흠뻑쇼'                                     | - 2017년 8월 4일 - 2017년 8월 5일                     | 게스트      |
| 포스코 콘서트 ; 우리, 다시                               | - 2017년 9월 9일 오후 7시                             |             |
| 2017 APCS 개최기념 대전사랑푸른음악회                    | - 2017년 9월 12일 오후 6시 50분                       |             |
| 2017 용인 시민문화제 제22회 용인 시민의 날               | - 2017년 9월 22일 오후 7시                            |             |
| G-Dragon 대만 콘서트 'WORLD TOUR ACT Ⅲ: MOTTE'           | - 2017년 10월 7일 - 2017년 10월 8일                   | 게스트      |
| 동탄 신도시 가을하늘빛 콘서트                            | - 2017년 10월 21일 오후 5시 30분                      |             |
| 경동제약 그날엔 쇼륨파티                                 | - 2017년 10월 29일 오후 1시                           |             |
| 에픽하이 콘서트                                          | - 2017년 11월 4일                                     | 게스트      |
| 허각 콘서트 '공연각'                                     | - 2017년 11월 18일                                    | 게스트      |
| 홍콩 윈저하우스 기자회견                                 | - 2017년 11월 24일                                    |             |
| 서든어택과 함께하는 아이유 팬미팅 '서든과 아이유의 겨울' | - 2017년 12월 17일 오후 6시                           |             |
| 카카오 송년회                                            | - 2017년 12월 20일                                    |             |
| 뉴발란스 런칭 파티                                       | - 2018년 3월 15일                                     |             |
| 드라마 《나의 아저씨》 기자 간담회                       | - 2018년 4월 11일                                     |             |
| 이슬 라이브 페스티벌                                     | - 2018년 5월 12일                                     |             |
| 삼성카드 홀가분 페스티벌                                 | - 2018년 5월 19일                                     |             |
| 소니 신제품 출시 행사                                    | - 2018년 5월 23일                                     |             |
| 몽쉘 힐링 라이브 콘서트                                  | - 2018년 5월 25일                                     |             |
| 윤미래 단독 콘서트 'YOONMIRAE'                           | - 2018년 7월 14일                                     | 게스트      |
| 해운대 하이트 엑스트라콜드 썸버 페스티벌                 | - 2018년 8월 3일                                      |             |
| 싸이 콘서트 '흠뻑쇼'                                     | - 2018년 8월 4일                                      | 게스트      |
| 지코 단독 콘서트 'King Of the Zungle TOUR in Seoul'      | - 2018년 8월 11일                                     | 게스트      |
| 뉴발란스 2018 RUN ON SEOUL                               | - 2018년 9월 9일                                      |             |
| 소니코리아 신제품 포토 행사                              | - 2018년 9월 20일                                     |             |
| 홀가분마켓 공연                                          | - 2018년 9월 30일                                     |             |
| 정은지 단독 콘서트 '혜화역'                              | - 2018년 10월 14일                                    | 게스트      |
| 뉴발란스 팬 밋 업 미니 토크 콘서트                       | - 2018년 11월 2일                                     |             |